# Église Saint-Aignan de Saint-Aigny
Pour les articles homonymes, voir Église Saint-Aignan et Saint Aignan.
L'église Saint-Aignan de Saint-Aigny est une église catholique française. Elle est située sur le territoire de la commune de Saint-Aigny, dans le département de l'Indre, en région Centre-Val de Loire.

## Situation
L'église se trouve dans la commune de Saint-Aigny, au sud-ouest du département de l'Indre, en région Centre-Val de Loire. Elle est située dans la région naturelle du Blancois. L'église dépend de l'archidiocèse de Bourges, du doyenné du Val de Creuse et de la paroisse du Blanc.

## Histoire
L'église fut construite entre le XIIIe siècle et le XVe siècle. L'édifice est inscrit au titre des monuments historiques, le 11 mai 1932.